# Vega 1
Vega 1 (ook: Venera-Halley 1) (Russisch: Вега 1) is een Sovjet-Russische ruimtesonde die op 15 december 1984 werd gelanceerd voor een onbemande vlucht naar Venus en de komeet Halley. "Vega" is een afkorting van het Russische "Venera-Galleja". De ruimtesonde werd gelijktijdig met Vega 2 gelanceerd. Tijdens deze vlucht werkten de grondstations uit de Sovjet-Unie en de Verenigde Staten nauw samen. Bovendien droegen negen andere landen bij aan deze missies, te weten Bulgarije, Oostenrijk, Tsjecho-Slowakije, Frankrijk, Oost- en West-Duitsland, Hongarije, Italië en Polen.

## Aanloop
De komeet Halley kwam in 1986 binnen bereik van ruimtevaartuigen. De Russische astronoom Vladimir G. Kurt stelde daarom een gecombineerde missie naar zowel Venus als Halley voor. Op deze wijze sloeg men twee vliegen in een klap. Wetenschappers konden meerdere interessante hemellichamen onderzoeken, terwijl de kosten relatief laag bleven. Met de hulp van A.A. Soekhanov, een deskundige in baanmechanica, bewees Kurt de praktische haalbaarheid van zijn plan. Daarop volgde goedkeuring om het project op te starten, waarmee het drie doelen trachtte te bereiken. Twee landers moesten de oppervlakte van Venus onderzoeken, tegelijkertijd wierpen twee ballonnen een nadere blik op de atmosfeer. De twee moederschepen gingen na het afstoten van de lander op weg om de komeet Halley te onderscheppen. Het zwaartekrachtveld van Venus wijzigde de koers van de verkenner middels een zwaartekrachtsslinger. R.Z. Sagdeev, het toenmalige hoofd van het Ruimteonderzoeksinstituut IKI, stemde de missie af met leden van het Interkosmos Comité. Dit bestond uit deskundigen uit diverse Oostbloklanden, die samen wetenschappelijke apparatuur ontwikkelden.

## Moederschip

### Instrumenten
Het moederschip van Vega 1 was onder meer uitgerust met:
- Camera's
- Infrarood spectrometer
- Spectrometer in zichtbaar, infrarood en ultraviolet licht
- Neutraal gas spectrometer
- Magnetometer
- Detector voor kosmisch stof
- Detector die inslagen op het beschermende schild registreerde

### Opbouw
Vega 1 beschikte over grote zonnepanelen, schotelantenne en een geautomatiseerd draaibaar platform dat instrumenten op de komeetkern richtte. Hierop waren de camera met groothoek- en zoomlens, spectrometer en infraroodmeter aangebracht. Dit platform kon in twee richtingen zwenken, +/− 110° en +/− 40°, en had een nauwkeurigheid van 5 boogminuten. Twee magnetometers waren bevestigd aan een twee meter lange mast; enige plasmasensors op een andere mast van 5 meter lengte. De rest van de instrumenten bevond zich op de romp. Ongeveer de helft van de uitrusting van het toestel bestond uit instrumenten van de lander; de andere helft uit apparatuur voor metingen aan de komeet. Een bandrecorder met een capaciteit van vijf megabit legde metingen van plasma en kosmisch stof continu vast. Ter bescherming tegen de stofdeeltjes van de komeet (die een hoge snelheid hadden) rustte men Vega 1 uit met twee schilden tegen komeetstof. De ene bestond uit meerdere lagen, was 100 micrometer dik en 20 tot 30 cm van het ruimtevaartuig gemonteerd. Het tweede was op 5 tot 10 cm afstand bevestigd en bestond uit aluminium van 1 mm dikte. Vega 1 had een massa van 4920 kg.

### Missieverloop
Vega 1 werd gelanceerd op 15 december 1984 met een Proton draagraket vanaf Tjoeratam te Bajkonoer. Na een voorspoedige vlucht naar Venus ontkoppelde het moederschip op 9 juni de lander, die op 11 juni de afdaling inzette. Vega 1 passeerde Venus op een afstand van 39.000 km, waarna een zwaartekrachtsslinger de koers van het toestel wijzigde. Op 10 februari 1986 voerde Vega 1 een koerscorrectie uit. Op 4 maart startte het onderzoek naar Halley, hoewel de komeet nog 14 miljoen km verwijderd was. Op 6 maart passeerde het vaartuig de komeet op een afstand van 8890 km en een relatieve snelheid van 77,7 km/sec; de ontmoeting nam drie uur in beslag. Vega 1 en 2 waren niet alleen: vijf ruimtevaartuigen onderzochten de komeet. Japan stuurde twee toestellen, Sakigake en Suisei, Europa nam deel met Giotto. Het was een test voor de constructie, want Vega 1 vloog door de gaswolk van de coma, hetgeen het ruimtevaartuig danig op de proef stelde.
Tijdens de ontmoeting met Halley zond Vega 1 door met een snelheid van 65 kilobit/sec. Voor en na de passage verrichtte Vega 1 waarnemingen van de komeet in tijdsblokken van twee uur. Vanaf 2,5 uur voor het vaartuig de kleinste afstand tot Halley bereikte tot 30 minuten erna deed het voortdurend metingen. In totaal stuurde de sonde meer dan 500 opnamen, door verschillende filters genomen, naar de Aarde terwijl hij door de gaswolk rond de coma vloog. De instrumenten liepen geen schade op door het bombardement van stofdeeltjes; het rendement van de zonnepanelen liep echter terug met 50%. Vega 1 verzamelde gegevens over de samenstelling, rotatie, en komeetkern en mat hoeveel stof er vrijkwam. Op 7 en 8 maart volgden verdere waarnemingen, waarna Vega 1 in een heliocentrische baan kwam.

## Lander
De bolvormige lander mat 240 cm in diameter en van hetzelfde type als Venera 9-14. De onder druk staande bol had een vervormbare landingsring voor het opvangen van de klap tijdens het neerkomen en boven was een grote schijf bevestigd voor de afremming. Deze diende tevens als antenneschotel. De lander seinde de gegevens naar het moederschip, die ze naar de Aarde doorstuurde. Het totaalgewicht kwam op 1500 kg, de lander zelf woog 750 kg.

### Instrumenten
- Drukmeters
- Thermometers
- Hygrometer
- Massaspectrometer, voor het bepalen van de samenstelling van korrels of druppels
- Uv-spectrometer, voor meting atmosferische bestanddelen
- Gammastralingsspectrometer
- Grondboor met röntgenfluorescentiespectrometer
- Scattero- en nefelometer
- Gaschromatograaf
- Instrument om samenstelling van aerosoldeeltjes te bepalen

De druk- en temperatuurmeters, massaspectrometer en uv-spectrometer waren een gezamenlijk Russisch/Frans ontwerp. In tegenstelling tot Venera 9 tot 14 beschikte Vega 1 niet over een camera. Het toestel landde aan de nachtzijde, dus veel zou er niet te zien zijn.

### Afdaling
Nadat de lander op 11 juni 1985 onder een hellingshoek van 18,23° met een snelheid van 10,75 km/sec de atmosfeer indook, ontplooide de remparachute op een hoogte van 64 km. Tegelijkertijd stootte de lander het beschermingsschild af. Op een hoogte van 47 km liet het de remparachute los en vervolgde de afdaling door de dikke atmosfeer, die het vaartuig sterk afremde. Het ontwerp voorkwam trillingen en slingeren, zodat de lander stabiel bleef op weg naar de oppervlakte.
Een heftige schok op 18 km hoogte door onbekende oorzaak activeerde een versnellingsmeter. Die schakelde daarop de grondboor te vroeg in, waardoor dit experiment mislukte. Zonder verdere problemen voerde Vega 1 een geslaagde landing uit en kwam neer om 3.02.54 uur UTC op iets ten noorden van oostelijk Aphrodite Terra in Mermaid Plain. Landingspositie was 7,5° N en 177,7° O. Het toestel landde in laaggelegen gebied, zo'n 600 meter onder "zeeniveau". De massaspectrometer leverde interessante gegevens. De gemeten temperatuur op de landingsplaats bedroeg 467 °C (740 K) en de luchtdruk 95 atm. Na 56 minuten aan de oppervlakte verloor de vluchtleiding radiocontact.

## Ballonsonde

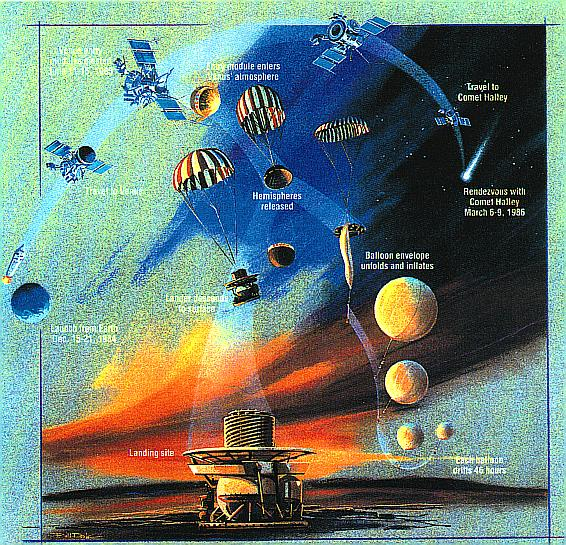
Schema van missieverloop

Onmiddellijk nadat de landingscapsule de dichte atmosfeer binnendrong, liet deze een ballon los. Deze zweefde op 54 km hoogte door de actiefste laag van het dichte wolkendek en verzamelde gegevens over beweging, structuur en eigenschappen van de wolken. Onder meer het lichtniveau, temperatuur, luchtdruk en voorkomen van bliksem werden vastgelegd. De signalen werden opgevangen door twintig grondstations: zes Russische, elf radioastronomie observatoria en drie antennes van het DSN.

### Opbouw

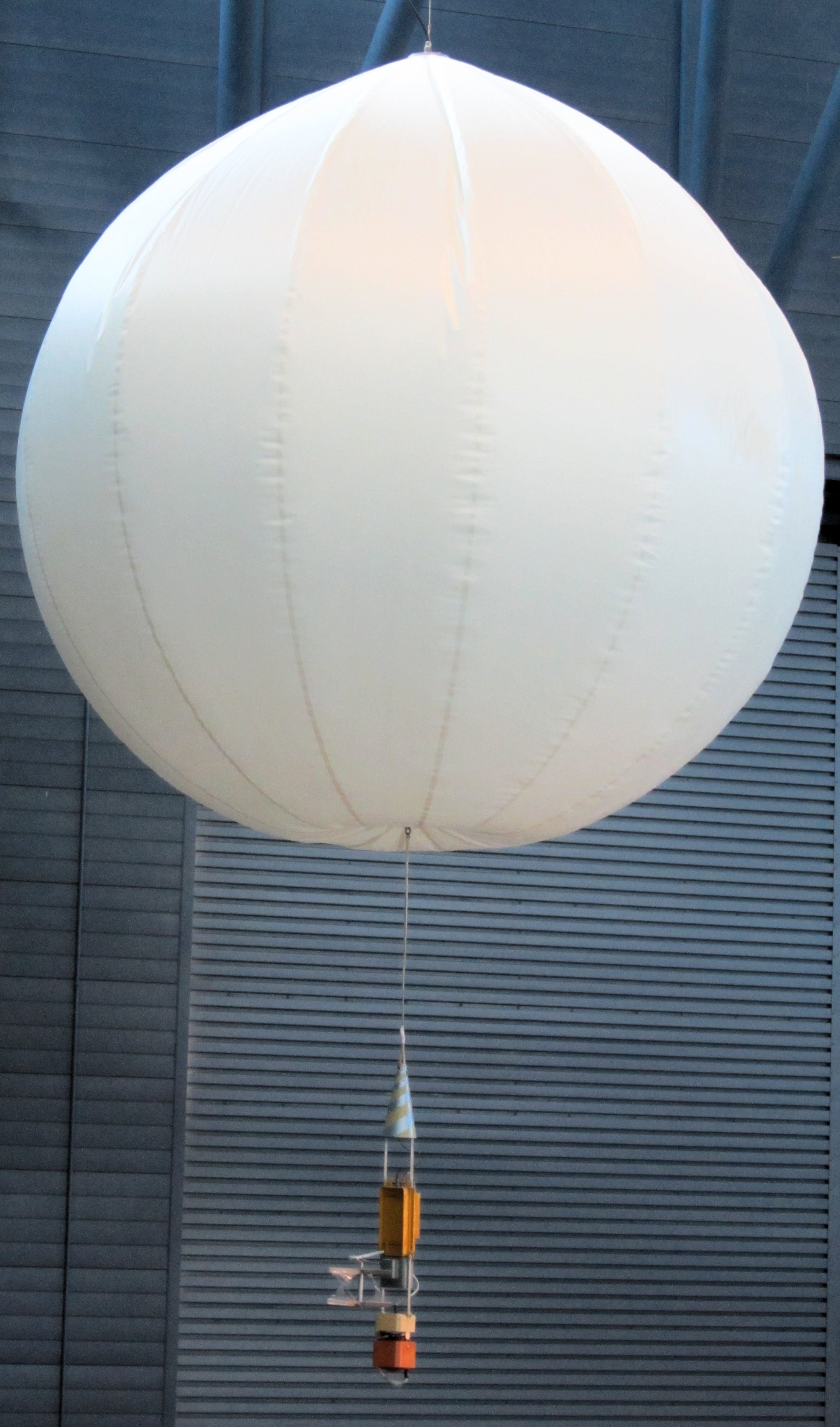
Een model van de ballon, die Vega 1 losliet op Venus.

Het geheel bestond uit een ballon van 3,40 m in diameter met instrumentengondel, verbonden door een koord van 13 meter. De ballon zelf had een massa van 12,5 kg, de heliumvulling 2,1 kg en de gondel 6,9 kg; in totaal dus 21,5 kg. De ballon, instrumentengondel, heliumtanks, parachute, tijdklokken, pyrotechnisch afwerpmechanisme en ballast zaten in een ringvormig compartiment boven op de lander (rond de antenne). Dit geheel had een massa van 120 kg.

### Ballon
De ballon zelf was vervaardigd van teflonstof, bedekt met teflonfolie. Die werd met helium gevuld onder 30 mbar overdruk. Lekkage van helium door de ballonhuid bedroeg minder dan 5%, resulterend in 500 m hoogteverlies tijdens de actieve periode. Het tijdstip van afvullen was cruciaal. Indien dit te snel of te vroeg geschiedde, zou de ballon barsten door de lage luchtdruk op grote hoogte. Wanneer de ballon zich te laat vulde met helium, zou ze te diep afdalen en worden vernietigd door de hoge temperaturen op lage hoogte.

### Instrumentengondel
De driedelige instrumentengondel was bedekt met een witte coating bestand tegen corrosie door zwavelzuur met een albedoverhogende werking. De gondel had een hoogte van 1,20 m. De afzonderlijke delen waren door riemen verbonden. Het bovenste deel was een conische antenne van 37 cm lengte, met een breedte van 14 cm aan de basis. Het middengedeelte had een lengte van 40,8 cm en was 14,5 cm breed bij een hoogte van 13 cm. Het bovenstuk huisveste de zender en andere vluchtelektronica, het onderstuk herbergde druk- en lichtmeters; daarnaast bood het onderdak aan anemometers en thermometers, bevestigd op een uitklapbare arm. Het onderstuk van de gondel was 9 cm lang, 14,5 cm breed, 15 cm hoog en bood plaats aan een nefelometer en lithium-batterijen. De zender zond uit met een sterkte van 4,5 W en de batterijen hadden een capaciteit van 250 Wh, die de gondel gedurende 46 à 52 uur van elektriciteit moesten voorzien.

### Resultaten van ballon
Op 11 juni 1985 om 2:06:10 uur UTC drong de landingscapsule van Vega 1 op een hoogte van 125 km met een snelheid van ongeveer 11 km/sec de Venusiaanse atmosfeer in. Vijftien seconden later en op een hoogte van 64 km ontplooide de parachute van de lander. Nog eens vijftien seconden later stootte de lander de beschermkap en parachute af op 63 km hoogte. Een andere parachute trok vervolgens 40 seconden later, op een hoogte van 61 km, het ballonpakketje met gondel uit de lander op een positie van 8,1° N 176,9° O. Zo'n 200 seconden na binnendringen in de atmosfeer ontplooide de volgende parachute en vouwde de ballon uit. Na nogmaals 100 seconden vulde de ballon zich met helium, waarna het de parachute en vulsysteem afwierp op 54 km hoogte. Onmiddellijk hierna ontdeed de ballon zich op 50 km van zijn ballast. Na 15 tot 25 minuten bereikte hij zijn kruishoogte van 53 à 54 km, met een gemiddelde van 53,6 km.
In het midden van de meest actieve van de drie wolkenlagen namen de instrumenten een temperatuur van 300 tot 310 K waar en een luchtdruk van 535 mbar. Ter indicatie: op Venus is de luchtdruk op 49,5 km hoogte gelijk aan de druk op Aarde op zeeniveau. De ballon zweefde westwaarts, op praktisch ongewijzigde breedtegraad, met een snelheid van 69 m/sec. Hij passeerde de dag-nachtgrens (in dit geval van nacht naar dag) na een reis van 8500 km op 12 juni om 12:20 uur UTC. Radiocontact ging op 13 juni verloren om 0.38 uur UTC, op een positie van 8,1° N 68,8° O. Het blijft onbekend hoe ver de ballon uiteindelijk vloog, echter ten tijde van het laatste signaal had hij 11.600 km afgelegd. De metingen van de ballon gaven aan, dat het wolkendek sterk verschilde van dat wat Pioneer Venus waarnam.

## Giotto bijgestuurd op basis van Vega's camerabeelden
De missies van Vega 1 en 2 leverden een meevaller op voor Giotto. Op basis van de door de Russische sondes verzonden camerabeelden kon de te volgen aanvliegkoers nauwkeuriger worden berekend. Door deze beelden konden wetenschappers het traject van de komeetkern beter bepalen. Mede hierdoor was Giotto in staat de komeetkern te naderen tot 600 km.